# 硝子戸の中
『硝子戸の中』（がらすどのうち）は、『こゝろ』と『道草』の間に書かれた夏目漱石最後の随筆である。1915年（大正4年）1月13日から2月23日にかけて39回にわたって『朝日新聞』に掲載された。

## 内容
ガラス戸で世間としきられた書斎で、単調な生活を送っている作者のもとに時々は人が入ってくる。それらの自分以外にあまり関係ないつまらぬことを書くと前置きして、身辺の人々のことや思い出が綴られる。自分が飼ったヘクターと名づけた犬の死の話。身上話を漱石に小説にしてもらいたがった女の話。旧友O（太田達人）の訪問と短い交流の話。画を送ってきて賛を強要する男の話などから始められ、後半は漱石の若い時代の思い出の話が主となる。